# Manisrenggo
Manisrenggo is een bestuurslaag in het regentschap Kediri van de provincie Oost-Java, Indonesië. Manisrenggo telt 3360 inwoners (volkstelling 2010).